# John Badham
John Badham (Luton, 1939. augusztus 25. –) kétszeresen Primetime Emmy-díjra jelölt angol származású amerikai filmrendező és filmproducer.
Ismertebb filmes rendezései közé tartozik a Szombat esti láz (1977), a Drakula (1979), a Kék villám (1983), a Háborús játékok (1983), a Rövidzárlat (1986) és a Zsarulesen (1987).

## Filmográfia

### Film

#### Rendező és producer
| Év   | Magyar cím                           | Eredeti cím                                      | Feladatkör | Feladatkör   | Feladatkör |
| Év   | Magyar cím                           | Eredeti cím                                      | Rendező    | Producer     |            |
| ---- | ------------------------------------ | ------------------------------------------------ | ---------- | ------------ | ---------- |
| 1976 |                                      | The Bingo Long Traveling All-Stars & Motor Kings | Igen       | Nem          |            |
| 1977 | Szombat esti láz                     | Saturday Night Fever                             | Igen       | Nem          |            |
| 1979 | Drakula                              | Dracula                                          | Igen       | Nem          |            |
| 1981 | Mégis, kinek az élete?               | Whose Life Is It Anyway?                         | Igen       | Nem          |            |
| 1983 | Kék villám                           | Blue Thunder                                     | Igen       | Nem          |            |
| 1983 | Háborús játékok                      | WarGames                                         | Igen       | Nem          |            |
| 1985 | Hegyek pokla                         | American Flyers                                  | Igen       | Nem          |            |
| 1986 | Rövidzárlat                          | Short Circuit                                    | Igen       | Nem          |            |
| 1987 | Zsarulesen                           | Stakeout                                         | Igen       | Vezető       |            |
| 1989 | Kétbalkezes bankrablók               | Disorganized Crime                               | Nem        | Vezető       |            |
| 1990 | Palimadár                            | Bird on a Wire                                   | Igen       | Nem          |            |
| 1991 | Jobb ma egy zsaru, mint holnap kettő | The Hard Way                                     | Igen       | Nem          |            |
| 1993 | A bérgyilkosnő                       | Point of No Return                               | Igen       | Nem          |            |
| 1993 | Zsarulesen 2.                        | Another Stakeout                                 | Igen       | Vezető       |            |
| 1993 | A Sárkány – Bruce Lee élete          | Dragon: The Bruce Lee Story                      | Nem        | Vezető       |            |
| 1994 | Halálugrás                           | Drop Zone                                        | Igen       | Vezető       |            |
| 1995 | Holtidő                              | Nick of Time                                     | Igen       | Igen         |            |
| 1997 | Inkognitó                            | Incognito                                        | Igen       | Nem          |            |
| 2018 |                                      | The Forgotten                                    | Nem        | Társproducer |            |
| 2022 |                                      | Meatballs (rövidfilm)                            | Igen       | Nem          |            |

#### Színész
| Év   | Magyar cím       | Eredeti cím          | Szerep              |
| ---- | ---------------- | -------------------- | ------------------- |
| 1977 | Szombat esti láz | Saturday Night Fever | járókelő            |
| 1983 | Kék villám       | Blue Thunder         | tévés rendező       |
| 1986 | Rövidzárlat      | Short Circuit        | kameraman           |
| 1993 | A bérgyilkosnő   | Point of No Return   | szobaszervíz pincér |
| 1993 | Zsarulesen 2.    | Another Stakeout     | komp utasa          |
| 1994 | Halálugrás       | Drop Zone            | jacht kapitánya     |

## Fordítás
- Ez a szócikk részben vagy egészben  a   John Badham című angol Wikipédia-szócikk ezen változatának fordításán alapul.  Az eredeti cikk szerkesztőit annak laptörténete sorolja fel. Ez a jelzés csupán a megfogalmazás eredetét és a szerzői jogokat jelzi, nem szolgál a cikkben szereplő információk forrásmegjelöléseként.